# Lijst van voetbalinterlands Australië - Noorwegen (vrouwen)
Deze lijst van voetbalinterlands is een overzicht van alle officiële voetbalinterlands tussen de nationale vrouwenteams van Australië en Noorwegen. De landen hebben tot nu toe zeven keer tegen elkaar gespeeld.

## Wedstrijden
| № | Plaats     | Datum             | Competitie                         | Wedstrijd             | Uitslag            |
| - | ---------- | ----------------- | ---------------------------------- | --------------------- | ------------------ |
| 1 | Jiangmen   | 5 juni 1988       | FIFA Women's Invitation Tournament | Noorwegen − Australië | 3 − 0              |
| 2 | Worcester  | 29 juli 1995      | Vriendschappelijk                  | Australië − Noorwegen | 0 − 2              |
| 3 | Oslo       | 1 september 1997  | Vriendschappelijk                  | Noorwegen − Australië | 7 − 1              |
| 4 | Hangzhou   | 15 september 2007 | WK 2007                            | Australië − Noorwegen | 1 − 1              |
| 5 | Leverkusen | 6 juli 2011       | WK 2011                            | Australië − Noorwegen | 2 − 1              |
| 6 | Albufeira  | 28 februari 2018  | Algarve Cup                        | Australië − Noorwegen | 4 − 3              |
| 7 | Nice       | 22 juni 2019      | WK 2019                            | Noorwegen − Australië | 1 − 1 (n.p. 4 - 1) |

## Samenvatting
| Competitie                         | Totaal gespeeld | Winst Australië | Gelijk | Winst Noorwegen | Doelsaldo Australië – Noorwegen |
| ---------------------------------- | --------------- | --------------- | ------ | --------------- | ------------------------------- |
| WK-eindronde                       | 3               | 1               | 2      | 0               | 4 − 3                           |
| FIFA Women's Invitation Tournament | 1               | 0               | 0      | 1               | 0 − 3                           |
| Algarve Cup                        | 1               | 1               | 0      | 0               | 4 − 3                           |
| Vriendschappelijk                  | 2               | 0               | 0      | 2               | 1 − 9                           |
| Totaal                             | 7               | 2               | 2      | 3               | 9 − 18                          |